# Dactylothyrea spinulenta
Dactylothyrea spinulenta är en tvåvingeart som beskrevs av Seguy 1957. Dactylothyrea spinulenta ingår i släktet Dactylothyrea och familjen fritflugor.
Artens utbredningsområde är Madagaskar. Inga underarter finns listade i Catalogue of Life.